# Simona Halep
Simona Halep (pronúncia romena: [siˈmona haˈlep]; nascida em 27 de setembro de 1991) é uma ex-tenista profissional romena. Ela foi classificada como número 1 do mundo em simples duas vezes entre 2017 e 2019, por um total de 64 semanas, ocupando o décimo primeiro lugar na história do ranking da Women's Tennis Association (WTA). Halep foi a número 1 no final do ano em 2017 e 2018. Ela ganhou dois títulos de Grand Slam: o Aberto da França de 2018 e o Torneio de Wimbledon de 2019. De 27 de janeiro de 2014 a 8 de agosto de 2021, Halep foi classificado entre as 10 primeiras por 373 semanas consecutivas, a oitava sequência mais longa da história do WTA. Durante esse período de sete anos, ela terminou todos os anos classificada como nº 4. Ela ganhou 24 títulos de simples do WTA Tour e foi vice-campeã 18 vezes.
Campeã júnior do Aberto da França e ex-número 1 mundial júnior, Halep entrou pela primeira vez no top 50 do mundo no final de 2011, no top 20 em agosto de 2013 e no top 10 em janeiro de 2014. Ela ganhou seus primeiros seis títulos WTA no mesmo ano civil em 2013, e foi a primeira a fazê-lo desde Steffi Graf em 1986. Isso a levou a ser nomeada a jogadora que mais evoluiu no ano pela WTA. Halep alcançou três finais importantes no Aberto da França de 2014, no Aberto da França de 2017 e no Australian Open de 2018 antes de ganhar seu primeiro título importante no Aberto da França de 2018 sobre Sloane Stephens. Halep também foi vice-campeã do WTA Finals de 2014 para Serena Williams, apesar de ter derrotado Williams na fase round-robin. Ela não derrotou Williams pela segunda vez até a final do Torneio de Wimbledon de 2019. Halep foi nomeada a jogadora mais popular do ano da WTA em 2014 e 2015, bem como a jogadora individual favorita dos fãs da WTA em 2017, 2018 e 2019. Ela recebeu a Cruz Patriarcal da Romênia e a Ordem da Estrela da Romênia e foi nomeada cidadã honorária de Bucareste. Ela é a terceira romena a chegar ao top 10 do ranking WTA depois de Virginia Ruzici e Irina Spîrlea, e a segunda mulher romena a ganhar um título importante de simples depois de Ruzici. Ela também é a primeira mulher romena a ser classificada como a número 1 do mundo e a primeira romena a ganhar um título de simples em Wimbledon. Halep é considerada uma das melhores devolvedoras de saque do WTA Tour, ao mesmo tempo em que constrói seu jogo em torno da "agressividade controlada" e é capaz de acertar "winners" em posições defensivas.
Em outubro de 2022, foi anunciado que Halep testou positivo para a substância proibida Roxadustat no US Open de 2022. Pouco tempo depois, foram relevadas irregularidades em seu passaporte biológico, o que seria acrescentado ao caso.
Depois da suspensão provisória nesse período, a jogadora recebeu o veredicto final da Agência Internacional de Integridade do Tênis (ITIA) apenas em setembro de 2023: quatro anos de suspensão, ficando inelegível nas competições até outubro de 2026.
A romena recorreu ao Tribunal Arbitral do Esporte (TAS). Em março de 2024, conseguiu redução da pena para nove meses, que já tinha cumprido, podendo retornar imeadiatamente ao circuito.
Foram dezoito meses fora das quadras. O retorno aconteceu no WTA de Miami de 2024.

## Início da vida e antecedentes
Simona Halep nasceu em 27 de setembro de 1991 em Constança, Romênia, filha de Stere e Tania Halep, descendentes de arromenos. Ela tem um irmão Nicolae que é cinco anos e meio mais velho. O pai de Halep jogou futebol nas divisões inferiores do ACS Săgeata Stejaru [en] e trabalhou como técnico em zootecnia antes de se tornar proprietário de uma fábrica de laticínios. Ele desenvolveu um interesse em apoiar os empreendimentos atléticos de seus filhos como consequência de se perguntar o quanto ele teria progredido como jogador de futebol se seus pais pudessem ter lhe dado mais apoio financeiro quando ele estava crescendo.
Quando Halep tinha quatro anos, ela começou a jogar tênis depois de assistir a um dos treinos de seu irmão. Embora seu irmão tenha parado de praticar o esporte depois de alguns anos, Halep começou a praticar duas vezes por semana com o técnico local Hugh Ghass até os seis anos, quando passou a praticar diariamente. Embora ela se concentrasse no tênis, ela também jogou futebol e handebol enquanto crescia. Crescendo em Constanța, ela treinava rotineiramente nas praias e nas águas do mar Negro. Quando adolescente, ela foi parcialmente patrocinada por Corneliu Idu, o proprietário do principal clube de tênis de Constanța. Quando Halep tinha dezesseis anos, ela se mudou para longe de sua família para treinar em Bucareste.

## Carreira júnior

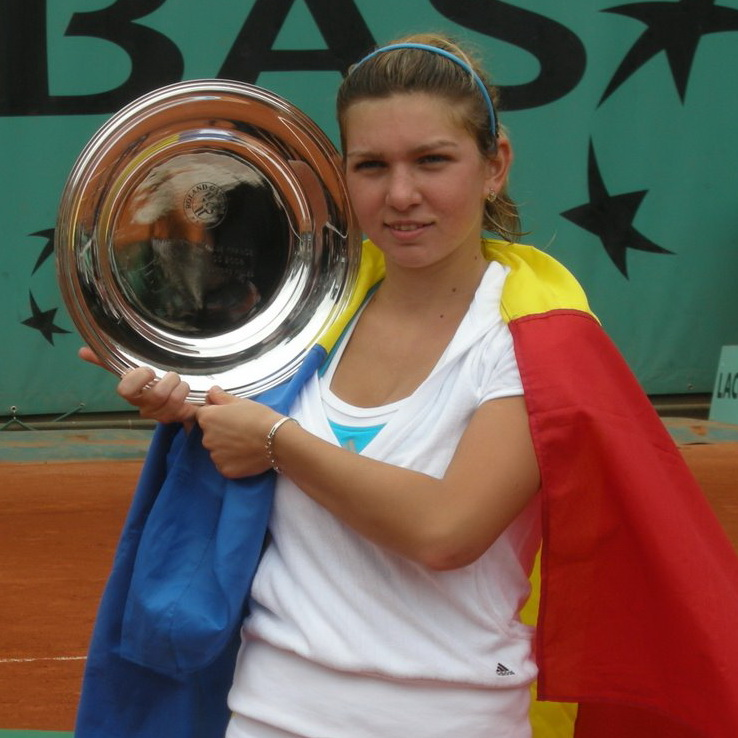
Halep no Roland Garros Jr de 2008.

Halep é ex-número 1 júnior do mundo. Ela começou a jogar no ITF Junior Circuit em 2005 aos 13 anos e terminou como vice-campeã de um torneio de nível inferior Grau 4, o "Mamaia-Sen Junior ITF Tournament" na Romênia em seu segundo evento de carreira. No ano seguinte, Halep venceu todos os quatro eventos de simples da ITF em que participou, incluindo o torneio Mamaia-Sen, que foi reclassificado para Grau 3 de nível médio. Ela também representou a Romênia na Junior Fed Cup naquele ano ao lado de Irina-Camelia Begu e Andreea Mitu. A equipe terminou em nono lugar. Halep subiu para eventos de nível superior em 2007 e ganhou seu primeiro e único título de Grau 1 no Memorial Perin em Umag em abril. Ela também fez sua estreia no Grand Slam júnior naquele ano, perdendo na terceira rodada no Aberto da França, Wimbledon e no US Open.
Halep melhorou seu desempenho no Grand Slam júnior em 2008, seu último ano na turnê júnior. Ela participou de apenas quatro eventos naquele ano. Na Austrália, ela foi vice-campeã para Arantxa Rus em Nottinghill e depois perdeu para a australiana Jessica Moore [en] nas semifinais do Australian Open. Depois de se concentrar em torneios profissionais, Halep voltou ao circuito júnior em maio e ganhou seu primeiro título de Grau A no Trofeo Bonfiglio sem perder um set. Ela então terminou sua carreira júnior ao ganhar seu único título júnior de Grand Slam no Aberto da França. Como a nona cabeça de chave, ela derrotou a quinta cabeça de chave Moore e a segunda cabeça de chave Rus a caminho de chegar à final sem perder um set. Halep derrotou a compatriota Elena Bogdan em três sets na final para se tornar a segunda garota romena a ganhar um título de simples júnior do Grand Slam depois que Mariana Simionescu venceu o Aberto da França de 1974. Com o título, ela também se tornou a jogadora júnior nº 1 do ranking mundial.

## Carreira profissional

### 2006–10: Estreia no Top 100

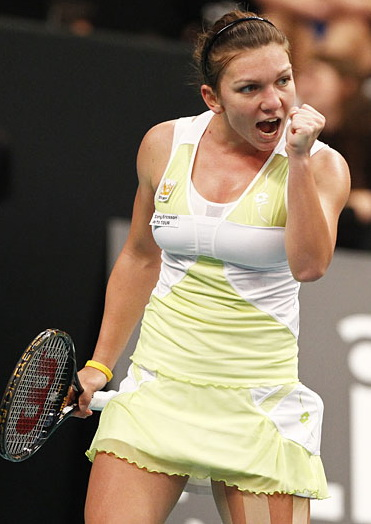
Halep no Open GDF Suez, 2010.

Halep se tornou profissional em 2006 e começou sua carreira jogando eventos de baixo nível do Circuito Feminino da ITF de US$ 10.000 na Romênia em 2006 e 2007. Ela ganhou seus dois primeiros títulos de simples e duplas da ITF em semanas consecutivas em Bucareste, em maio de 2007. Depois de realizar esse feito pela terceira vez no ano seguinte, Halep ganhou seu primeiro título de simples de US$ 25.000 na Suécia em junho de 2008. Ela começou a jogar mais eventos de nível superior assim que terminou sua carreira júnior, alcançando uma final de US$ 50 mil em 2009 em  Makarska. Halep também tentou se classificar para eventos WTA duas vezes naquele ano, perdendo na segunda fase da qualificatória no Open GDF Suez em fevereiro e no Aberto da França em junho. Depois disso, ela decidiu fazer uma cirurgia de redução de seios, para resolver o problema que vinha lhe causando dores nas costas e limitando sua movimentação em quadra. No final da temporada, ela derrotou a número 96 do ranking, Angelique Kerber, para sua primeira vitória no top 100 e também alcançou as semifinais de um evento de US$ 50 mil em Minsk para fazer sua estreia no top 200 do ranking WTA.
Halep fez sua estreia em chave principal de torneios WTA em abril de 2010, qualificando-se para três eventos consecutivos. Em seu primeiro torneio WTA, ela chegou às quartas de final no Andalucia Tennis Experience, derrotando a compatriota e número 36 do mundo, Sorana Cîrstea, antes de perder para a número 16, Flavia Pennetta. Em seu terceiro evento, Halep fez sua primeira final WTA na carreira, terminando como vice-campeã no Aberto de Marrocos para Iveta Benešová. Esse sucesso a ajudou a subir da posição 166 no início de abril para a posição 110 entre as primeiras do ranking em maio. Mais tarde naquele mês, Halep fez sua estreia no Grand Slam no Aberto da França, perdendo sua partida da rodada de abertura em dois sets para a 7ª cabeça de chave, Samantha Stosur, depois de chegar à chave principal através da qualificatória. Depois de perder na qualificatória em Wimbledon, Halep fez sua estreia no top 100 em julho, após uma semifinal no US$ 100K Open de Biarritz. Com sua ascensão no ranking, ela foi diretamente aceita na chave principal do Grand Slam pela primeira vez no US Open, onde foi chaveada contra a quarta cabeça de chave Jelena Janković, outra adversária entre as dez primeiras. Ao contrário do Aberto da França, Halep venceu o segundo set e teve a chance de sacar para a partida em 5–4 no terceiro, mas acabou perdendo o game e a partida, que durou duas horas e vinte minutos sob forte calor. O melhor resultado de Halep no ano após o Us Open foi uma final no US$ 100K Torhout Ladies Open [en], que a ajudou a terminar a temporada com uma classificação de final de ano em 81º lugar no mundo.

### 2011–12: Classificação estável, top 50

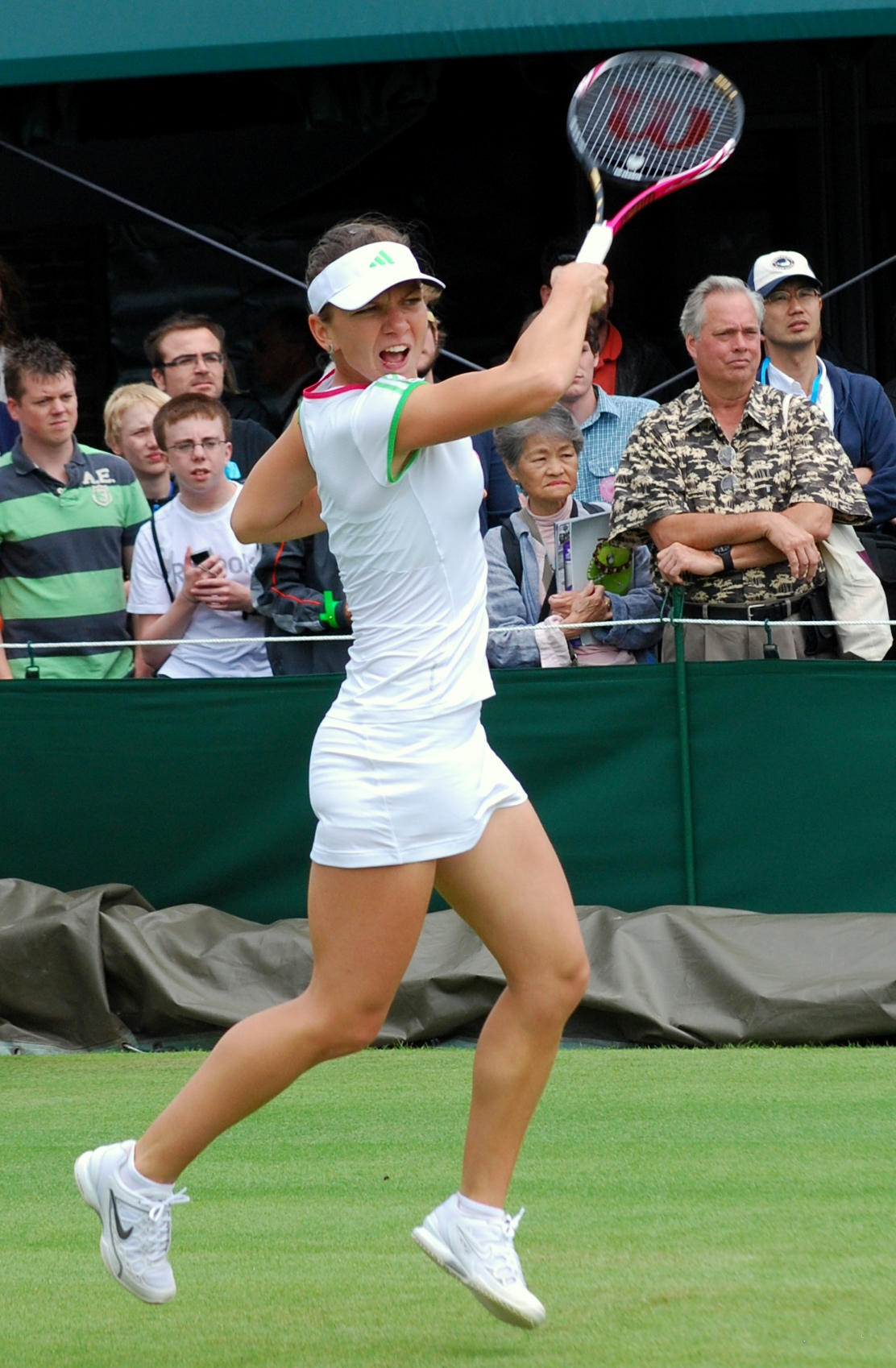
Halep em Wimbledon, 2011.

Halep jogou quase exclusivamente eventos da WTA Tour em 2011. Ela venceu suas primeiras partidas de Grand Slam da carreira no Australian Open, derrotando Anne Kremer e a 23ª Alisa Kleybanova para chegar à terceira rodada. Durante a temporada de saibro, Halep defendeu seu vice-campeonato no Aberto de Marrocos do ano anterior, perdendo novamente na final, desta vez para Alberta Brianti. Mesmo assim, ela teve dificuldades nos outros torneios de saibro, registrando apenas mais uma vitória, que ocorreu na rodada de abertura do Aberto da França. Ela também chegou à segunda rodada em Wimbledon, perdendo em três sets para a sétima cabeça de chave e defensora do título Serena Williams. Durante o US Open Series, Halep se classificou para a Rogers Cup e registrou sua primeira vitória entre as 20 primeiras contra a 15ª Svetlana Kuznetsova na primeira rodada. No US Open, Halep registrou sua primeira vitória entre as 10 primeiras sobre a número 6 Li Na em sua partida de abertura, apesar de jogar com uma entorse de tornozelo que sofreu na Rogers Cup. Apesar da derrota para Carla Suárez Navarro na rodada seguinte, esse resultado colocou Halep entre as 50 primeiras pela primeira vez. Ela terminou o ano em 47º lugar no mundo.
Nas Olimpíadas de 2012, ela disputou o individual feminino, perdendo na primeira rodada, e as duplas femininas, com Sorana Cîrstea, também perdendo na primeira rodada. Halep manteve uma classificação estável ao longo de 2012, não ultrapassando a 37ª posição, caindo não abaixo da 63ª posição e terminando o ano na 47ª posição pelo segundo ano consecutivo. Ela venceu apenas uma partida de simples do Grand Slam durante todo o ano, que aconteceu no US Open. Ela venceu mais de duas partidas em um evento apenas duas vezes, a primeira no Aberto de Marrocos, onde chegou às semifinais em abril, e a segunda no Aberto de Bruxelas, onde chegou à final em maio. Embora Halep tenha derrotado Anabel Medina Garrigues no Marrocos, ela foi derrotada pela vinda da qualificatória Kiki Bertens, que a impediu de chegar à terceira final consecutiva no evento. A final em Bruxelas foi a primeira de Halep no nível Premier. Ela derrotou a número 21 Jelena Janković e a número 16 Dominika Cibulková antes de perder para a cabeça de chave e número 3 do mundo, Agnieszka Radwańska.

### 2013: Avanços, seis títulos WTA, número 11 do mundo

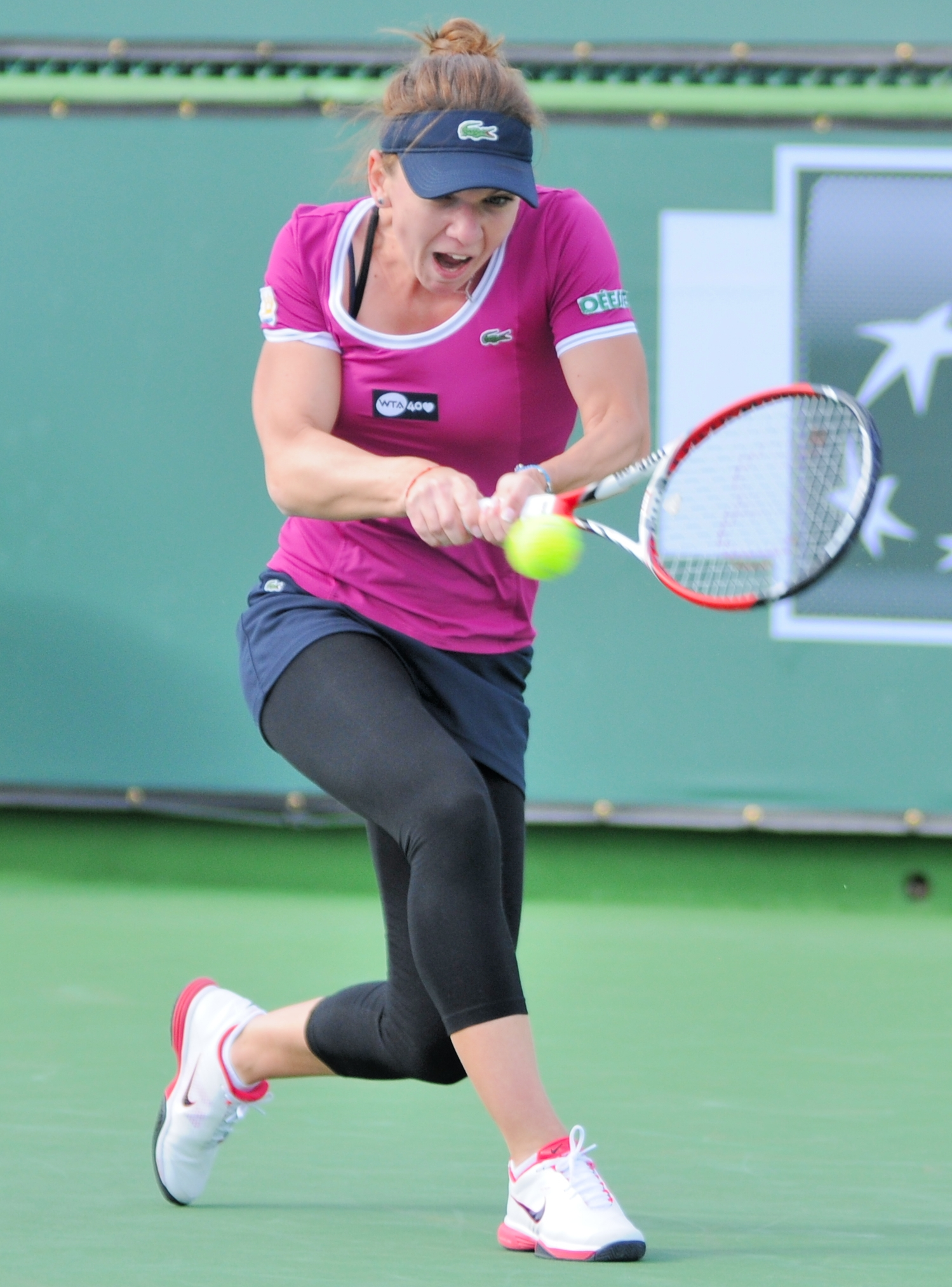
Halep no BNP Paribas Open, 2013.

Halep teve um início de ano lento, vencendo apenas uma partida em vários torneios antes de maio. Sua primeira participação de destaque veio no Aberto da Itália, onde chegou às semifinais vinda da qualificatória. Ela derrotou três das 20 melhores jogadoras no evento Premier 5, incluindo a número 4 Agnieszka Radwańska, antes de perder para a número 1 do mundo, Serena Williams, que estava em uma sequência de 23 vitórias consecutivas. Halep continuou a lutar nos Grand Slams, perdendo na primeira rodada do Australian Open e do Aberto da França, enquanto chegou à segunda rodada em Wimbledon. Mesmo assim, ela começou a dominar os torneios de nível inferior, ganhando seus três primeiros títulos WTA em nível internacional entre junho e julho. Seus dois primeiros títulos vieram em semanas consecutivas na Nuremberg Cup no saibro sobre Andrea Petkovic e no Rosmalen Grass Court Championships na grama sobre Kirsten Flipkens. Depois de um terceiro título no Budapest Grand Prix, ela subiu para a 23ª posição no mundo.
Halep conquistou seu quarto título no New Haven Open, derrotando a 8ª Caroline Wozniacki e a 9ª Petra Kvitová nas semifinais e na final, respectivamente. Este foi seu primeiro título no nível Premier e a colocou entre as 20 primeiras pela primeira vez. Halep continuou seu sucesso no US Open, onde foi cabeça de chave em um evento de Grand Slam pela primeira vez na 21ª posição. Ela chegou à quarta rodada, seu melhor resultado em um evento de Grand Slam até então. Halep conquistou o quinto título na Kremlin Cup de nível Premier, derrotando Stosur na final. No final da temporada, ela se classificou para o Tournament of Champions, um evento para os detentores de títulos WTA com melhor classificação que não se classificaram para o WTA Finals. Halep também venceu este evento, derrotando a nº 16 Ana Ivanovic e a nº 19 Stosur nas rodadas eliminatórias. Com seu sexto título WTA, ela terminou o ano em 11º lugar no mundo e foi eleita a "jogadora que mais evoluiu" no ano da WTA. Ela ficou em segundo lugar na turnê em títulos de simples, atrás apenas de Serena Williams, que tinha 11, e foi a primeira mulher a ganhar seus primeiros seis títulos WTA na mesma temporada desde Steffi Graf em 1986. Halep atribuiu sua melhora ao desenvolvimento de uma mentalidade mais positiva, dizendo: "O que mudou foi que me permiti relaxar na quadra, aliviando a pressão. Disse a mim mesmo para aproveitar e jogar com prazer."

### 2014: Final do Aberto da França, nº 2 do mundo

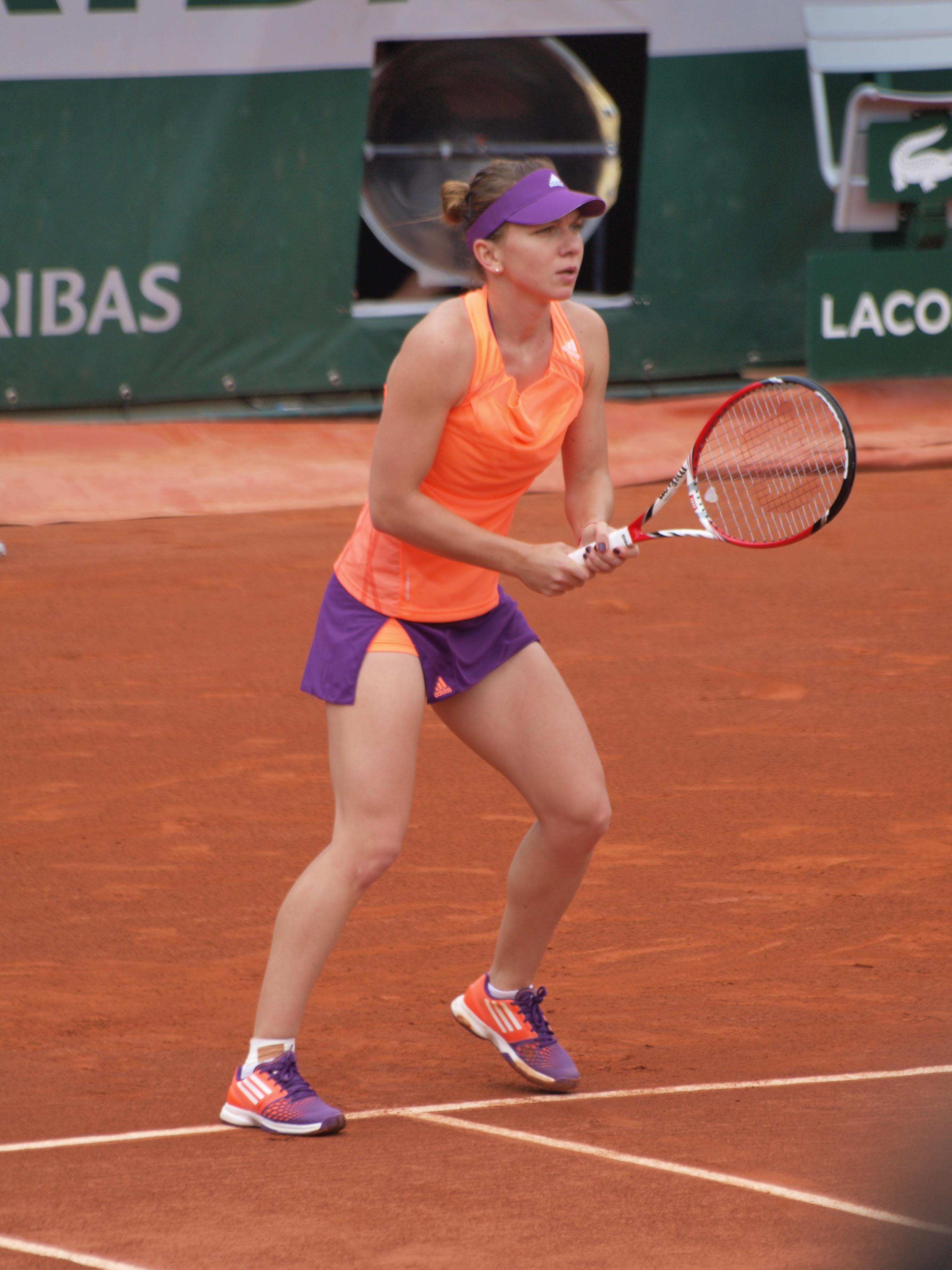
Halep em Roland Garros, 2014.

Halep melhorou muito seus resultados no Grand Slam em 2014. Com a vitória sobre a N° 8 do ranking, Jelena Janković, ela alcançou sua primeira quartas de final em Grand Slam no Australian Open, onde foi derrotada pela 20ª Dominika Cibulková. Com este resultado, Halep estreou-se no top 10 do ranking da WTA. No mês seguinte, Halep conquistou seu primeiro título Premier 5 no Qatar Open, derrotando três adversárias do top 10 nas últimas três rodadas, incluindo a nona colocada Angelique Kerber na final. Depois de uma semifinal no Indian Wells Open, ela subiu para a 5ª posição no mundo, tornando-a a romena com melhor classificação na história do ranking WTA. Durante a temporada em quadras de saibro, Halep alcançou as duas maiores finais de sua carreira até aquele momento. Ela terminou como vice-campeã, atrás de Maria Sharapova, no Premier Mandatory Madrid Open e no Aberto da França. Ela não havia perdido um set antes da final do Aberto da França, tornando-se a primeira mulher a chegar à sua primeira final de Grand Slam sem perder um set desde Martina Hingis no Australian Open de 1997. Ambas as finais foram disputadas em três sets, e a final do Aberto da França durou mais de três horas. Com esses dois vice-campeões, Halep subiu para o terceiro lugar.
No mês seguinte, Halep chegou perto de outra final de Grand Slam em Wimbledon, mas foi derrotada nas semifinais pela número 13, Eugenie Bouchard, após sofrer uma lesão no tornozelo no primeiro set. Mesmo assim, ela se recuperou a tempo de jogar o primeiro Aberto de Bucareste em seu país natal, a Romênia, uma semana depois. Ela venceu o evento pelo seu segundo e último título do ano, derrotando Roberta Vinci na final. Isso a ajudou a chegar ao segundo lugar no mundo em agosto. Embora tenha sido a segunda cabeça de chave no US Open, ela foi derrotada em dois sets pela veterana vinda da qualificatória Mirjana Lučić. No mês seguinte, ela desistiu do Aberto de Pequim nas quartas de final devido a uma lesão no quadril. Ela não disputou outro evento até o WTA Tour Championships, para o qual se classificou pela primeira vez. Halep venceu duas das três partidas em seu grupo round robin para avançar para as oitavas de final, derrotando a 5ª posição Eugenie Bouchard e a nº 1 Serena Williams antes de perder sua última partida para a 7ª posição Ana Ivanovic. A vitória sobre Williams foi a primeira sobre a então número 1 do mundo e também foi a derrota mais contundente da carreira de Williams na época, já que Halep a segurou cedendo apenas dois games. Halep venceu sua semifinal contra a nº 6 Agnieszka Radwańska para estabelecer uma revanche com Williams na final. Em uma reversão completa da partida round robin, Williams venceu a final facilmente, concedendo à Halep apenas três games. Halep terminou o ano em terceiro lugar no mundo, atrás de Williams e Sharapova.

### 2015: Título de Premier Mandatory, semifinal do US Open

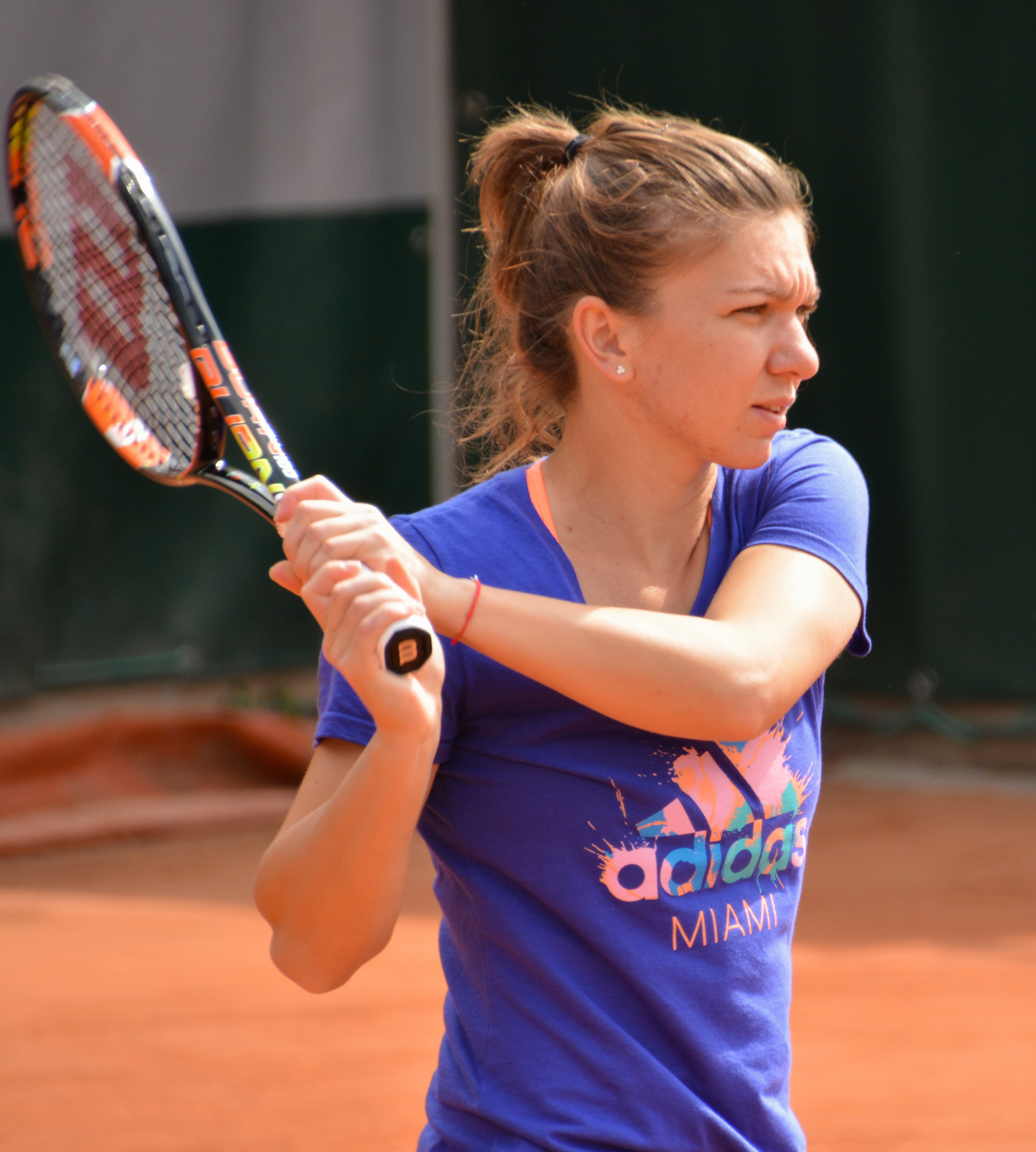
Halep no Aberto da França, 2015.

Halep teve um início de temporada forte, chegando pelo menos às quartas de final em seus primeiros seis eventos. Depois de conquistar o título em seu primeiro evento do ano no Shenzhen Open, ela perdeu nas quartas de final do Australian Open pelo segundo ano consecutivo, desta vez para a 11ª Ekaterina Makarova. Mesmo assim, Halep se recuperou para vencer seus próximos dois eventos, o Dubai Tennis Championships e o Indian Wells Open. O primeiro foi seu segundo título Premier 5 e décimo título WTA no total, enquanto o último foi seu primeiro título Premier Mandatory e maior título até aquele momento. Ela estendeu sua sequência de vitórias para 14 partidas no Miami Open, onde perdeu nas semifinais para a número 1 do mundo, Serena Williams. Halep não chegou a nenhuma final durante a temporada de saibro, com seus melhores resultados sendo duas semifinais no Aberto de Stuttgart e no Aberto da Itália. Ela estava a dois pontos de avançar para a final em Roma, mas não conseguiu quebrar Carla Suárez Navarro em 5–4 no terceiro set e acabou perdendo. Na segunda rodada do Aberto da França, ela foi derrotada por Mirjana Lučić-Baroni pela segunda vez nos últimos três campeonatos. Ela teve um desempenho ainda pior em Wimbledon, sendo derrotada pela nº 106 Jana Čepelová enquanto lutava contra uma bolha no pé.
Depois de Wimbledon, Halep tirou mais de um mês de folga antes de retornar aos torneios da temporada norte-americana em quadra dura. Ela se recuperou de seus resultados fora das quadras duras e terminou como vice-campeã em ambos os eventos Premier 5 em agosto, o Aberto do Canadá e o Aberto de Cincinnati. Halep venceu o segundo set da final no Canadá contra Belinda Bencic, mas acabou precisando desistir no meio do terceiro set devido a um mal estar por problema de calor, duas horas e meia após o início da partida. Ela se recuperou a tempo de jogar em Cincinnati, mas perdeu na final para a número 1 do mundo, Serena Williams. Halep então produziu seu melhor resultado de Grand Slam do ano, uma semifinal no US Open. Ela foi superada no evento pela eventual campeã, a nº 26 Flavia Pennetta. No final da temporada, Halep se classificou para o WTA Finals e se tornou a primeira cabeça de chave do evento após a retirada de Serena Williams. Embora ela tenha derrotado Pennetta em sua partida de abertura, ela perdeu suas duas últimas partidas round robin para a nº 4 Maria Sharapova e a nº 6 Agnieszka Radwańska e não avançou para a próxima fase. Mesmo assim, ela terminou a temporada com a melhor classificação de final de ano da carreira, ocupando o segundo lugar no mundo.

### 2016: Título de Premier Mandatory no saibro

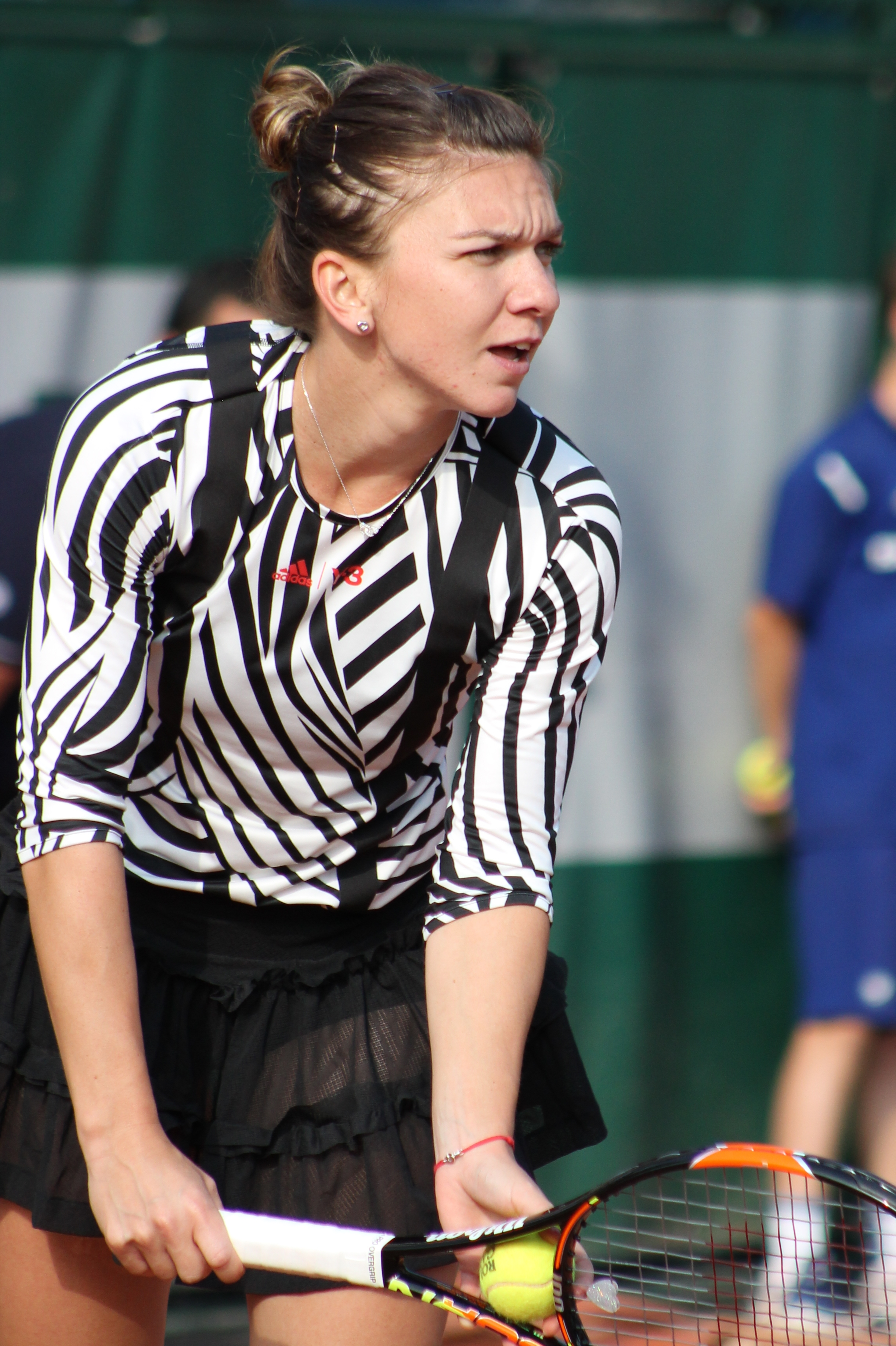
Halep em Roland Garros, 2016.

Halep teve um desempenho inferior nos eventos do Grand Slam nessa temporada. Ela também teve um início de ano lento, com destaque para uma derrota na primeira rodada do Australian Open para a vinda da qualificatória Zhang Shuai, que não havia vencido uma partida do Grand Slam em 14 tentativas. Ela lidou com uma lesão no tendão de Aquiles e infecções nos primeiros dois meses da temporada, e adiou uma cirurgia no nariz para poder jogar na Fed Cup. Em março, Halep perdeu nas quartas de final em ambos os eventos Premier Mandatory, o Indian Wells Open e o Miami Open. Tendo alcançado pelo menos as semifinais em ambos os eventos no ano anterior, ela caiu do top 5 do ranking pela primeira vez em mais de um ano e meio. Durante a temporada em quadra de saibro, Halep conquistou seu segundo título de Premier Mandatory na carreira, derrotando Dominika Cibulková na final do Madrid Open para retornar ao top 5. Ela não continuou nesta forma no Aberto da França, perdendo para Samantha Stosur na quarta rodada em uma partida polêmica onde o jogo continuou em condições de chuva. Halep se saiu melhor em Wimbledon, perdendo para a eventual vice-campeã nº 4 do ranking, Angelique Kerber, nas quartas de final.
Halep seguiu Wimbledon com títulos consecutivos no Bucharest Open e no Coupe Rogers, seus dois últimos títulos do ano. Ela também fez sua primeira final de duplas no WTA nesse mesmo torneio, terminando como vice-campeã, atrás da dupla Ekaterina Makarova e Elena Vesnina, ao lado da compatriota Monica Niculescu. Em simples, Halep conseguiu derrotar Kerber no Canadá nas semifinais e venceu na final contra a número 12 Madison Keys. No entanto, ela perdeu para Kerber nas semifinais em seu próximo evento, o Cincinnati Open. No US Open, Halep fez outra quarta de final do Grand Slam, perdendo para a número 1 do mundo, Serena Williams, em uma partida acirrada de três sets. Seu melhor resultado na última etapa do ano foi uma semifinal no Wuhan Open, onde perdeu para a eventual campeã Petra Kvitová. Pelo segundo ano consecutivo, Halep terminou a temporada não conseguindo avançar de seu grupo round robin no WTA Finals. Depois de uma vitória contra a nº 7 Keys e uma derrota para a nº 1 Kerber, Halep só precisava vencer um set contra a nº 8 Cibulková para avançar, mas perdeu em dois sets. Ela terminou a temporada em 4º lugar no mundo.

### 2017: Segunda final do Aberto da França, número 1 do mundo

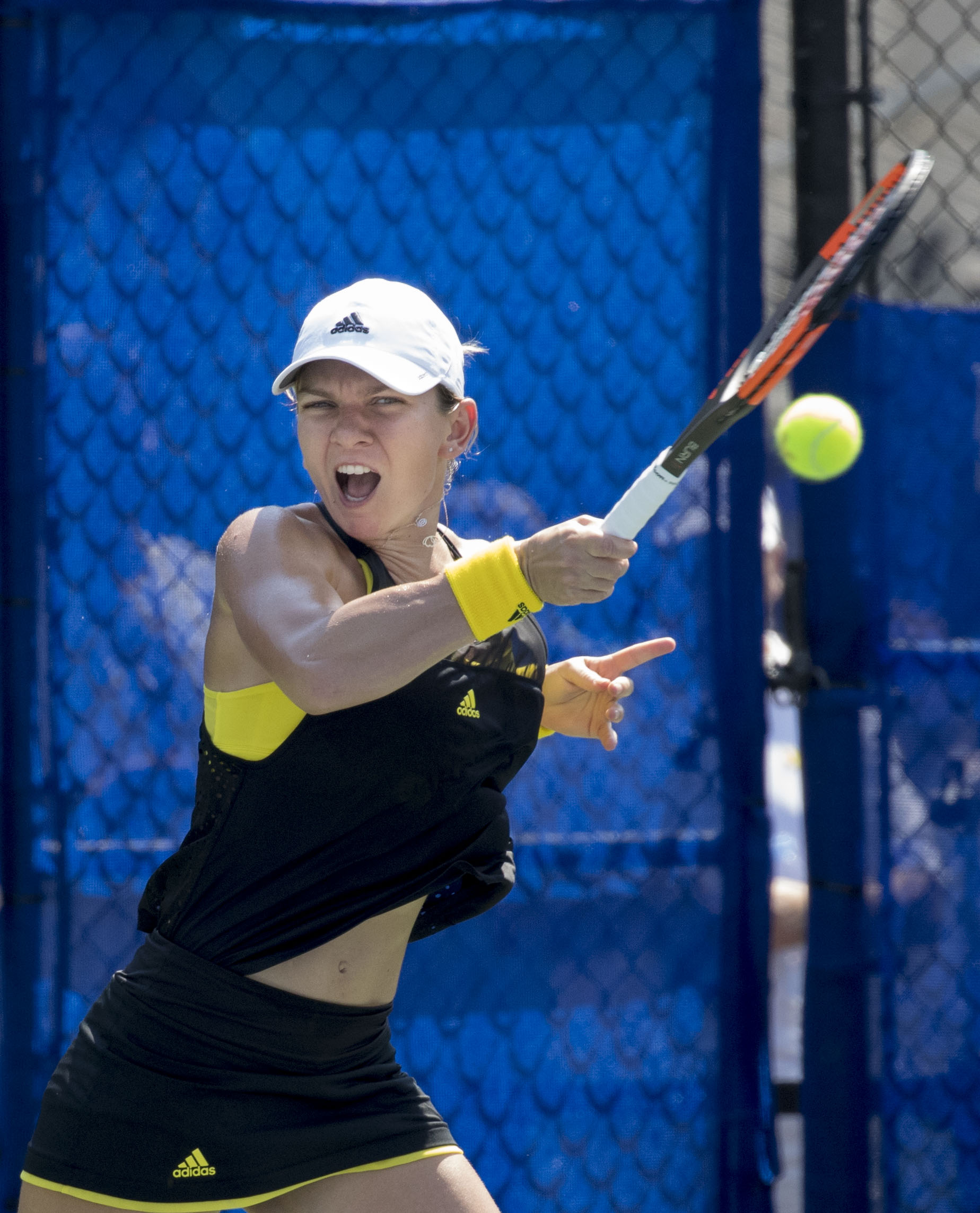
Halep no Citi Open, 2017.

Pela segunda temporada consecutiva, Halep teve um início de ano lento. Ela mais uma vez perdeu na rodada de abertura do Australian Open para Shelby Rogers e não venceu várias partidas em um evento até o Miami Open, no final de março, onde chegou às quartas de final. Durante esse período, ela estava tendo problemas no joelho esquerdo. Halep se recuperou durante a temporada em quadras de saibro, chegando pelo menos às semifinais em todos os quatro eventos em que participou. Ela defendeu seu título no Aberto de Madri para garantir o título do Premier Mandatory pelo terceiro ano consecutivo. Ela também chegou à final na semana seguinte no Premier 5 Aberto da Itália, mas terminou em segundo lugar, atrás da 11ª Elina Svitolina. No Aberto da França, ela enfrentou Svitolina novamente nas quartas de final e ficou para trás em um set por 5–1 antes de se recuperar para vencer o segundo set no "tiebreak" e finalmente vencer a partida. Ela também precisou salvar um "match point" no tiebreak do segundo set. Halep derrotou a número 3 do mundo, Karolína Plíšková, nas semifinais em três sets para chegar à sua segunda final no Aberto da França. Grande favorita contra a não cabeça de chave Jeļena Ostapenko, Halep liderou a final por um set e um break antes de Ostapenko recuperar a desvantagem para vencer em três sets. Com o vice-campeonato, ela voltou para a segunda posição do mundo. Em Wimbledon, Halep perdeu nas quartas de final para a número 1 britânica Johanna Konta, que também a havia derrotado no início do ano em Miami. Com Serena Williams caindo do top 10 após Wimbledon devido à gravidez, Halep se tornou a jogadora a mais tempo no top 10 da WTA.
Halep continuou a produzir bons resultados na segunda metade da temporada. Ela chegou às semifinais do Aberto do Canadá, perdendo novamente para Elina Svitolina. Ela se saiu melhor no Cincinnati Open, terminando como vice-campeã, atrás de Garbiñe Muguruza. No entanto, no US Open, Halep teve um chaveamento difícil, na primeira rodada enfrentou a ex-campeã Maria Sharapova, que não foi cabeça de chave porque estava retornando de uma suspensão por doping. Sharapova derrotou Halep em três sets, encerrando sua sequência de chegar às quartas de final em 10 eventos consecutivos. Mesmo assim, Halep se recuperou e alcançou outra final de Premier Mandatory no Aberto da China. Ela derrotou Sharapova durante o evento, mas terminou como vice-campeã, para a 15ª, Caroline Garcia. Apesar da derrota, Halep se tornou a número 1 do mundo pela primeira vez, tirando o posto de Muguruza. Ela é a primeira mulher romena a ocupar o primeiro lugar no ranking e a sétima a fazê-lo sem ter vencido um torneio de Grand Slam. No WTA Finals, Halep não conseguiu sair de seu grupo round robin pelo terceiro ano consecutivo. Depois de uma vitória contra o nº 8 Garcia e uma derrota para o nº 6 Wozniacki, Halep precisava derrotar a nº 4 Svitolina para avançar, mas perdeu em dois sets. Ela terminou a temporada como a número 1 do mundo.

### 2018: Campeã do Aberto da França, vice-campeã do Australian Open

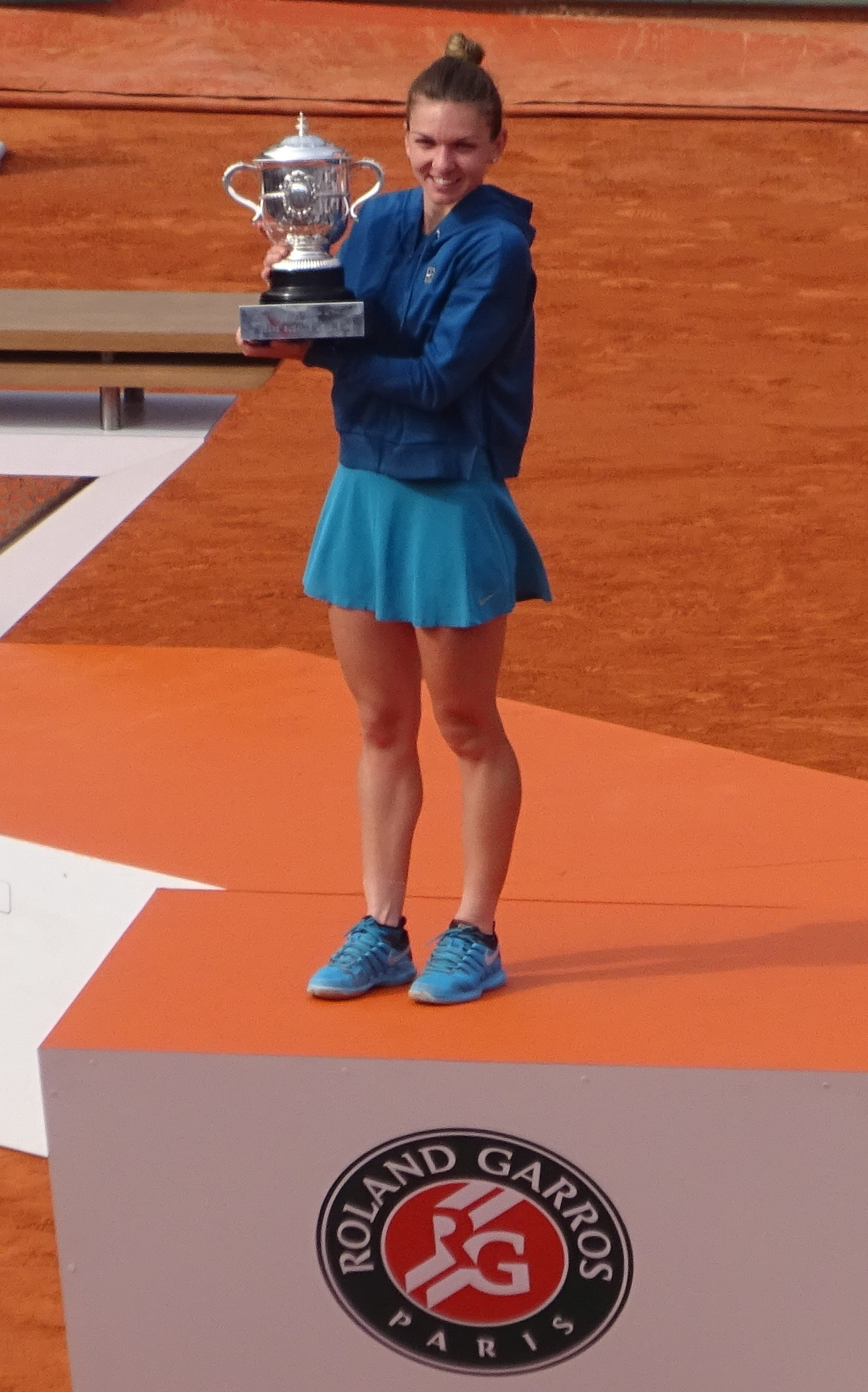
Halep no Aberto da França, 2018.

Halep manteve a posição número 1 durante quase todo o ano, perdendo-a apenas por quatro semanas em fevereiro. Ela começou a temporada ganhando títulos de simples e duplas no Shenzhen Open. Este foi seu primeiro título de duplas WTA e veio ao lado da compatriota Irina-Camelia Begu contra a dupla Barbora Krejčíková e Kateřina Siniaková. Ela também derrotou Siniakova na final de simples.
Não tendo vencido uma partida no Australian Open há três anos, Halep chegou à sua terceira final de Grand Slam. Durante o evento, ela disputou duas das dez melhores partidas do ano segundo o Tennis.com. Na terceira rodada, Halep derrotou Lauren Davis em uma partida de três horas e quarenta e cinco minutos que terminou 15-13 no terceiro set. Ela precisava salvar três match points em seu saque em 11–12. Halep e Davis empataram o recorde do Australian Open de mais jogos disputados no sorteio principal de simples feminino, com 48. Foi também a terceira partida de simples feminino mais longa na história do Australian Open. A partida foi classificada como a terceira melhor partida feminina do ano e a sétima melhor no geral. Nas semifinais, Halep derrotou a nº 16 Angelique Kerber em uma partida de duas horas e vinte minutos que terminou em 9–7 no terceiro set. Depois de ter o saque quebrado enquanto tinha a chance de sacar para a partida em 5–3 no set final, Halep teve dois break points na partida no saque de Kerber, mas não conseguiu converter. Kerber então quebrou Halep pelo segundo game de serviço consecutivo e teve dois match points em seu próprio saque, antes de Halep voltar a empatar o set em seis games cada. Halep quebraria Kerber dois games de serviço depois, em seu segundo match point da partida. A partida foi classificada como a melhor partida feminina do ano e a terceira melhor no geral. Halep enfrentou a segunda colocada Caroline Wozniacki na final e perdeu em outra partida acirrada de três sets, perdendo também a posição de número 1 do mundo para Wozniacki. Halep alcançou mais duas semifinais em quadra dura nos dois meses seguintes no Qatar Open e no Indian Wells Open. Ela recuperou o primeiro lugar no ranking no final de fevereiro.
Halep não conquistou nenhum título no saibro antes do Aberto da França, sendo seu melhor resultado um vice-campeonato no Aberto da Itália para Elina Svitolina em uma revanche da final do ano anterior. Karolína Plíšková encerrou a sequência de 15 vitórias seguidas de Halep no Aberto de Madri nas quartas de final. No Aberto da França, Halep fez sua segunda final de Grand Slam consecutiva e a segunda final consecutiva do Aberto da França, derrotando a 12ª Angelique Kerber e a 3ª Garbiñe Muguruza nas quartas de final e semifinais. Ela então veio de um set e um break contra com a número 10 Sloane Stephens para ganhar seu primeiro título de Grand Slam na carreira. Ela se tornou a sexta jogadora a ganhar o título de simples feminino juvenil e o título de simples feminino adulto no Aberto da França, bem como a quarta mulher a ganhar um título de Grand Slam de simples depois de três ou mais vice-campeonatos. O único evento em quadra de grama que Halep disputou foi em Wimbledon, onde ela foi derrotada pela número 48 do mundo, Hsieh Su-wei, apesar de ter tido um match point.
Halep continuou seu sucesso em quadras duras depois de Wimbledon, chegando à final no Canadian Open e no Cincinnati Open. Ela venceu o Canadian Open contra Sloane Stephens em três sets em uma revanche da final do Aberto da França. A partida foi classificada como a segunda melhor partida feminina do ano e a quinta melhor no geral. Junto com seus dois clássicos do Australian Open, Halep venceu as três melhores partidas femininas do ano, de acordo com Tennis.com. Ela quase conquistou títulos consecutivos do Premier 5 na semana seguinte, mas terminou como vice-campeã, para a 17ª Kiki Bertens, apesar de ter um match point no tiebreak do segundo set. No entanto, Halep acabaria perdendo suas últimas três partidas do ano, incluindo sua partida de abertura no US Open contra a número 44 Kaia Kanepi. Ela encerrou sua temporada no final de setembro, depois de lidar com uma lesão no tendão de Aquiles e depois nas costas.

### 2019: Campeã de Wimbledon

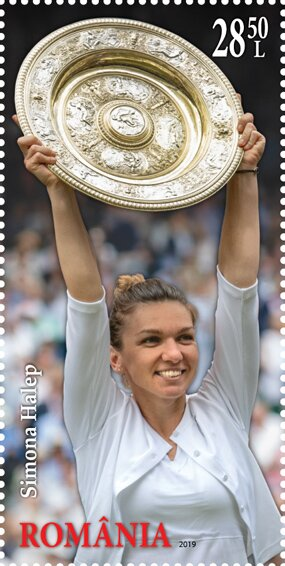
Selo comemorativo do título de Halep em Wimbledon, 2019.

Halep se recuperou da lesão nas costas a tempo para o início da temporada. Ela perdeu sua primeira partida no Sydney International para a eventual vice-campeã Ashleigh Barty. Ela teve uma chave difícil no Australian Open e perdeu na quarta rodada para Serena Williams, que havia sido vice-campeã nos dois eventos anteriores do Grand Slam. Com esse resultado, ela também perdeu o primeiro lugar no ranking. Halep terminou como vice-campeã, para Elise Mertens, em seu próximo evento, o Qatar Open. Ela fez outra semifinal em quadra dura no Miami Open. O melhor resultado de Halep no saibro foi outra final no Aberto de Madri, onde perdeu para Kiki Bertens. Pela primeira vez em três anos, ela não chegou à final do Aberto da França, perdendo nas quartas de final para Amanda Anisimova. Como resultado, Halep caiu para a 8ª posição no ranking.
Halep jogou apenas um torneio de preparação em quadra de grama, perdendo nas quartas de final do Eastbourne International para Angelique Kerber. Em Wimbledon, Halep chegou à final como sétima cabeça de chave, perdendo apenas um set na segunda rodada contra a compatriota Mihaela Buzărnescu. Ela não enfrentou uma adversária cabeça de chave até derrotar a número 8 Elina Svitolina nas semifinais. Halep entrou na final contra Serena Williams como azarão, tendo vencido apenas uma partida contra ela em dez encontros. Mesmo assim, ela venceu o campeonato facilmente em menos de uma hora, perdendo apenas dois games em cada set e cometendo apenas três erros não forçados em toda a partida, o menor número já registrado em uma final de Grand Slam. Ela se tornou a primeira romena a ganhar um título de simples em Wimbledon e voltou ao quarto lugar do mundo.
Depois de Wimbledon, Halep jogou apenas os dois torneios Premier 5 antes do US Open, retirando-se nas quartas de final do Canadian Open e perdendo na terceira rodada para a eventual campeã Madison Keys no Cincinnati Open. Embora ela tenha vencido sua partida de primeira rodada no US Open pela primeira vez em três anos, ela foi derrotada na rodada seguinte por Taylor Townsend. Halep encerrou sua temporada no WTA Finals, onde se reuniu com o técnico Darren Cahill. Depois de abrir com uma vitória sobre a nº 4 Bianca Andreescu, ela não avançou do grupo round robin depois de perder para a nº 8 Elina Svitolina e a nº 2 Karolína Plíšková. Ela terminou a temporada em quarto lugar no mundo.

### 2020–21: Três títulos WTA, lesão, entre as Top 10
Halep começou o WTA Tour 2020 no "novo" torneio em Adelaide, onde derrotou Ajla Tomljanović, mas perdeu nas quartas de final para Aryna Sabalenka. No Australian Open de 2020, Halep chegou às semifinais, onde perdeu para Garbiñe Muguruza, depois de ter derrotado Jennifer Brady, Harriet Dart, Yulia Putintseva, Elise Mertens, e Anett Kontaveit.
Halep conquistou seu 20º, 21º e 22º títulos WTA este ano. O primeiro deles aconteceu em Dubai, onde ela derrotou Ons Jabeur, Aryna Sabalenka e Jennifer Brady, antes de derrotar Elena Rybakina em um tiebreak apertado no terceiro set na final. O próximo foi em agosto, no Aberto de Praga, onde derrotou Elise Mertens na final. Outro título se seguiu em setembro, quando ela derrotou a lesionada Karolína Plíšková na final do Aberto da Itália. O Aberto da França de 2020 apresentou Halep como a grande favorita. Ela superou as três primeiras partidas em dois sets, mas perdeu para a eventual campeã Iga Świątek na quarta rodada, vencendo apenas três games na partida. Como resultado, ela perdeu a chance de recuperar o primeiro lugar no ranking. A pandemia de COVID-19 perturbou grande parte da temporada.
Halep começou 2021 em Gippsland, onde foi derrotada nas quartas de final por Ekaterina Alexandrova. No Australian Open, ela também chegou às quartas de final, onde perdeu para Serena Williams. Halep venceu uma partida no Miami Open contra Caroline Garcia, mas em seguida, desistiu do torneio devido a uma lesão no ombro direito. Em abril, no Porsche Tennis Grand Prix, ela derrotou Markéta Vondroušová e Ekaterina Alexandrova, mas perdeu para Aryna Sabalenka nas semifinais em sets diretos. Ela perdeu para Elise Mertens na terceira rodada em Madri.
Halep se retirou de sua partida de abertura no Aberto da Itália contra Angelique Kerber depois de romper um músculo na panturrilha esquerda. A lesão na panturrilha a afastou do Aberto da França e de Wimbledon, onde foi campeã em 2019. Como resultado de não defender seus pontos em Wimbledon em 2019, sua classificação caiu para a 13ª posição, tirando-a do top 10 pela primeira vez desde janeiro de 2014 e encerrando uma sequência de 373 semanas consecutivas no top 10, a 8ª mais longa em História da WTA.
Retornando da lesão, Halep entrou no Canadian Open, mas foi derrotada por Danielle Collins em três sets. Sua primeira vitória desde a lesão na panturrilha ocorreu no Western & Southern Open de 2021, contra Magda Linette, na primeira rodada. No entanto, ela se retirou da partida seguinte devido a uma lesão no adutor direito. Fazendo seu retorno ao Grand Slam, ela derrotou Camila Giorgi em dois sets na primeira rodada do US Open. Ela então derrotou Kristína Kučová e Elena Rybakina para chegar às oitavas de final pela quarta vez em sua carreira, mas Elina Svitolina a impediu de chegar às quartas de final. Halep terminou a temporada de 2021 na 20ª posição; anteriormente ela havia terminado cada ano, começando em 2014, entre as 5 primeiras. Esta foi a primeira temporada desde 2012 em que Halep não ganhou um título de simples na WTA.

### 2022: Dois títulos WTA, de volta ao Top 10

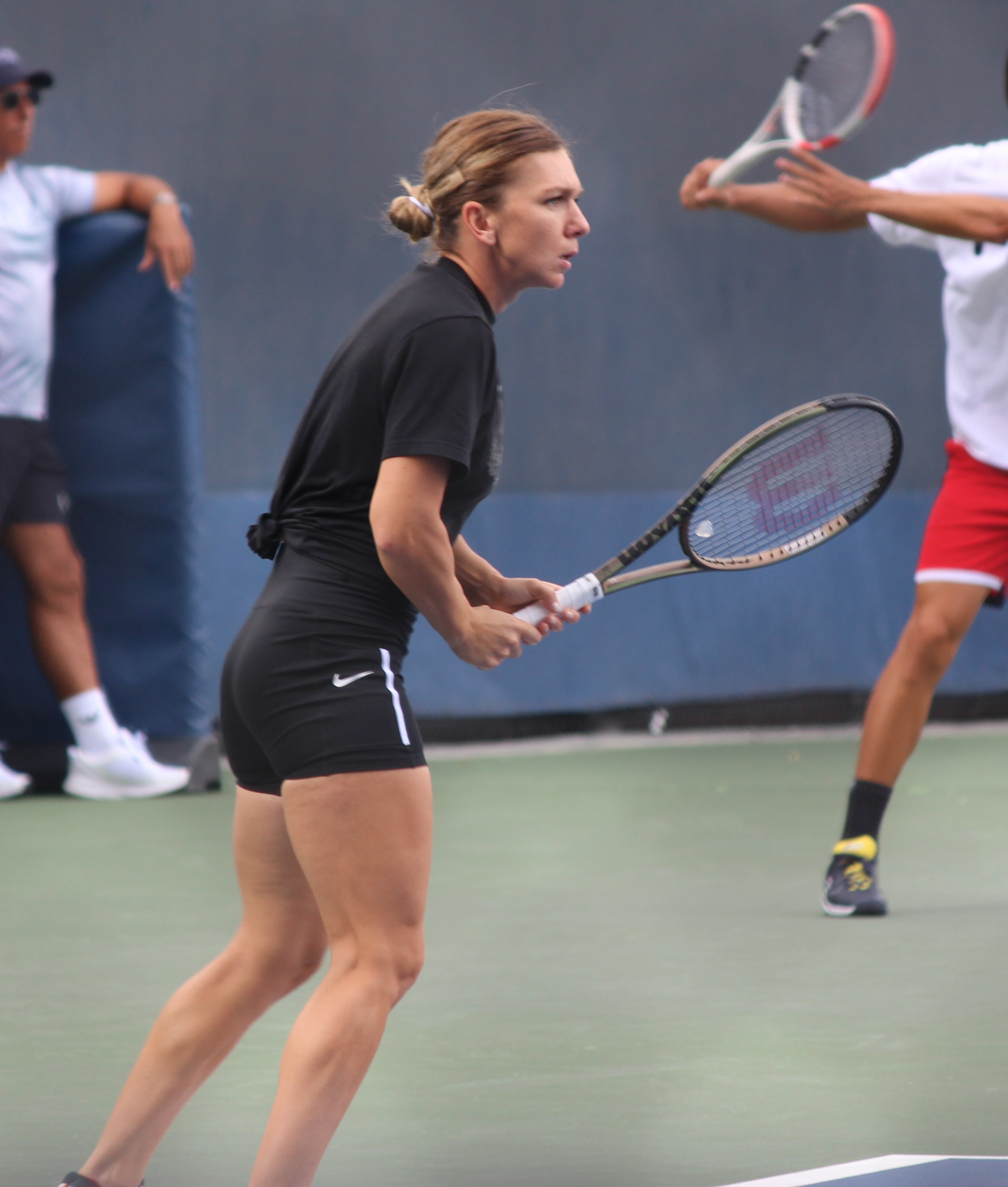
Halep no US Open, 2022.

A temporada começou novamente na Austrália. Halep conquistou seu 23º título, e o primeiro em mais de um ano, no Melbourne Summer Set 1, derrotando Veronika Kudermetova na final em sets diretos. No Australian Open, ela derrotou Magdalena Fręch, Beatriz Haddad Maia e Danka Kovinić, todos esses jogos em sets diretos, mas perdeu na quarta rodada em três sets para Alizé Cornet. Em fevereiro, Halep chegou às semifinais do Dubai Open, perdendo para Jelena Ostapenko, e depois Carolina Garcia a venceu na primeira rodada do Qatar Open. Em março, ela perdeu nas semifinais do Indian Wells Open para Iga Świątek. Halep então anunciou Patrick Mouratoglou como seu treinador em tempo integral.
O próximo evento de Halep foi o Aberto de Madri, onde perdeu nas quartas de final para Ons Jabeur. Em maio, no Aberto da Itália, ela derrotou Alizé Cornet na primeira rodada, mas perdeu na segunda para Danielle Collins. No Aberto da França, Halep perdeu na segunda rodada para a adolescente Zheng Qinwen. Depois de vencer o primeiro set, Halep sofreu um ataque de pânico e não conseguiu se concentrar na partida.
Halep chegou às semifinais no Birmingham Classic, onde perdeu em três sets para Haddad Maia, e em junho no Bad Homburg Open, onde foi forçada a desistir antes da partida devido a uma lesão no pescoço. Em Wimbledon, Halep chegou às semifinais sem perder nenhum set, derrotando Karolína Muchová, Kirsten Flipkens, Magdalena Fręch, a nº 4 Paula Badosa e Amanda Anisimova, mas perdeu para a eventual campeã, Elena Rybakina, nas semifinais.
No Canadian Open, ela chegou às semifinais derrotando Coco Gauff em sets diretos. Ela chegou à 29ª semifinal de sua carreira em um evento WTA 1000, a maior de todos os tempos, à frente de Serena Williams (26), Agnieszka Radwańska (23), Victoria Azarenka (22) e Maria Sharapova (22) e chegou ao recorde de 29-9 nas quartas de final em eventos WTA 1000 de todos os tempos. Ela derrotou Jessica Pegula para chegar à final pela quarta vez neste torneio e à primeira final do WTA 1000 em dois anos. Ela se tornou a jogadora com maior número de finais do WTA 1000, 18, empatando com Serena Williams desde 2009. Ela conquistou o 24º título e o terceiro no mesmo torneio pela primeira vez na carreira ao derrotar Beatriz Haddad Maia. Como resultado, ela voltou ao top 10 no ranking no 6º lugar do mundo e foi a líder com o maior número de vitórias no nível WTA 1000 de todos os tempos, com 185 no total.
No Cincinnati Masters, Halep desistiu de sua partida da segunda rodada contra Veronika Kudermetova devido a uma lesão na coxa, após ter derrotado Anastasia Potapova na primeira rodada. No US Open, Halep foi surpreendida pela vinda da qualificatória Daria Snigur na primeira rodada. Após o US Open, ela anunciou que não jogaria pelo resto do ano após passar por uma cirurgia no nariz.

### 2023: Acusação e suspensão por doping
Em outubro de 2022, foi anunciado que Halep havia testado positivo para a substância proibida roxadustat [en] no US Open de 2022. Posteriormente, foi anunciado que foram encontradas anormalidades no passaporte biológico de Halep e que seriam levadas em consideração no tribunal. Em 12 de setembro de 2023, a suspensão de Halep foi mantida e foi anunciado que Halep receberia uma suspensão de quatro anos do tênis e seria inelegível para retornar às competições até 7 de outubro de 2026. A International Tennis Integrity Agency (ITIA) publicou um relatório detalhado de 126 páginas sobre a investigação das violações de doping e das inconsistências em seu passaporte biológico. Além disso, a ITIA solicitou a desqualificação dos resultados de Halep de 8 de março de 2022, quando a amostra de sangue 44 foi coletada, até 7 de outubro de 2022, início da Suspensão Provisória de Halep. A Professional Tennis Players Association [en] (PTPA) continuou a defender Halep e classificou o tratamento da situação de Halep como "uma vergonha", enquanto o diretor do laboratório de toxicologia do "CHU de Garches" (e perito judicial do Supremo Tribunal francês) disse "nós "Estamos condenando uma mulher inocente. Estamos cometendo um erro." Halep afirmou que apelará da suspensão de 4 anos.

### 2024: Recurso de suspensão bem-sucedido e retorno ao tênis
Halep apelou da suspensão de quatro anos ao Tribunal Arbitral do Esporte (CAS) em 7 de fevereiro de 2024. A decisão foi publicada em 5 de março. O Tribunal concordou com a afirmação de Halep de que o seu teste positivo foi provavelmente causado pela contaminação de um suplemento que ela estava usando. Embora o Tribunal tenha determinado que Halep cometeu algum nível de culpa ou negligência pelo uso do suplemento, isso não atingiu o nível que justificasse uma suspensão de vários anos. Portanto, a decisão do Tribunal reduziu a suspensão original de quatro anos imposta pela Federação Internacional de Ténis para nove meses, período que Halep já havia cumprido. Halep foi liberada para retorno imediato da suspensão.
Em 7 de março de 2024, ela recebeu um "wildcard" para o Miami Open. Apesar de vencer o primeiro set contra Paula Badosa, ela acabou perdendo em três sets na primeira rodada. Nesse jogo específico, ela foi treinada pelo preparador físico João Monteiro, no entanto, logo depois anunciou a contratação de Carlos Martinez Comet. Seu próximo compromisso foi no Trophée Clarins, para o qual também recebeu um "wildcard", no entanto, em sua partida de estreia, depois de vencer o primeiro set, foi obrigada a desistir devido a uma contusão no joelho esquerdo.

## Finais
| Legenda          |
| ---------------- |
| Grand Slam (2–3) |
| WTA Finals (0–1) |
| WTA 1000 (9–9)   |
| WTA 500 (3–2)    |
| WTA 250 (9–3)    |

| Finais por Piso |
| --------------- |
| Duro (13–9)     |
| Grama (2–0)     |
| Saibro (9–9)    |
| Carpete (0–0)   |

### Grand Slams: 5 (2–3)
| Status | Ano  | Campeonato      | Piso   | Oponente           | Placar             |
| ------ | ---- | --------------- | ------ | ------------------ | ------------------ |
| Campeã | 2019 | Wimbledon       | Grama  | Serena Williams    | 6-2, 6-2           |
| Campeã | 2018 | Roland Garros   | Saibro | Sloane Stephens    | 3-6, 6-4, 6-1      |
| Vice   | 2018 | Australian Open | Duro   | Caroline Wozniacki | 6-7(2-7), 6-3, 4-6 |
| Vice   | 2017 | Roland Garros   | Saibro | Jeļena Ostapenko   | 6-4, 4-6, 3-6      |
| Vice   | 2014 | Roland Garros   | Saibro | Maria Sharapova    | 4–6, 7–6(7–5), 4–6 |

### WTA Finals: 1 (1 vice)
| Status | Ano  | Campeonato | Piso     | Oponente        | Placar   |
| ------ | ---- | ---------- | -------- | --------------- | -------- |
| Vice   | 2014 | Singapura  | Duro (i) | Serena Williams | 3–6, 0–6 |

### WTA 1000

#### Simples: 18 (9 títulos, 9 vices)
| Status | Ano  | Campeonato                 | Piso   | Oponente            | Placar                         |
| ------ | ---- | -------------------------- | ------ | ------------------- | ------------------------------ |
| Campeã | 2014 | Qatar Open                 | Duro   | Angelique Kerber    | 6–2, 6–3                       |
| Vice   | 2014 | Madrid Open                | Saibro | Maria Sharapova     | 6–1, 2–6, 3–6                  |
| Campeã | 2015 | Dubai Tennis Championships | Duro   | Karolína Plíšková   | 6–4, 7–6(7–4)                  |
| Campeã | 2015 | Indian Wells Masters       | Duro   | Jelena Janković     | 2–6, 7–5, 6–4                  |
| Vice   | 2015 | Canadian Open              | Duro   | Belinda Bencic      | 6–7(5–7), 7–6(7–4), 0–3 (ret.) |
| Vice   | 2015 | Cincinnati Open            | Duro   | Serena Williams     | 3–6, 6–7(5–7)                  |
| Campeã | 2016 | Madrid Open                | Saibro | Dominika Cibulková  | 6-2,6-4                        |
| Campeã | 2016 | Canadian Open              | Duro   | Madison Keys        | 7-6(7/2), 6-3                  |
| Campeã | 2017 | Madrid Open                | Saibro | Kristina Mladenovic | 7-5, 6-7, 6-2                  |
| Vice   | 2017 | Italian Open               | Saibro | Elina Svitolina     | 6–4, 5–7, 1–6                  |
| Vice   | 2017 | Cincinnati Open            | Hard   | Garbiñe Muguruza    | 1–6, 0–6                       |
| Vice   | 2017 | China Open                 | Duro   | Caroline Garcia     | 4–6, 6–7(3–7)                  |
| Vice   | 2018 | Italian Open               | Saibro | Elina Svitolina     | 0–6, 4–6                       |
| Campeã | 2018 | Canadian Open (2)          | Duro   | Sloane Stephens     | 7–6(8–6), 3–6, 6–4             |
| Vice   | 2018 | Cincinnati Open            | Duro   | Kiki Bertens        | 6–2, 6–7(6–8), 2–6             |
| Vice   | 2019 | Madrid Open                | Saibro | Kiki Bertens        | 4–6, 4–6                       |
| Campeã | 2020 | Italian Open               | Saibro | Karolína Plíšková   | 6–0, 2–1 (ret.)                |
| Campeã | 2022 | Canadian Open (3)          | Duro   | Beatriz Haddad Maia | 6–3, 2–6, 6–3                  |

#### Duplas
| Status | Ano  | Campeonato    | Piso | Parceira         | Oponente                         | Placar        |
| ------ | ---- | ------------- | ---- | ---------------- | -------------------------------- | ------------- |
| Vice   | 2016 | Canadian Open | Duro | Monica Niculescu | Ekaterina Makarova Elena Vesnina | 3–6, 6–7(5–7) |